# پهن‌نوک تیره
پهن‌نوک تیره (نام علمی: Corydon sumatranus) نام یک گونه از تیره پهن‌نوکان نمادین است.